# サイパン事件

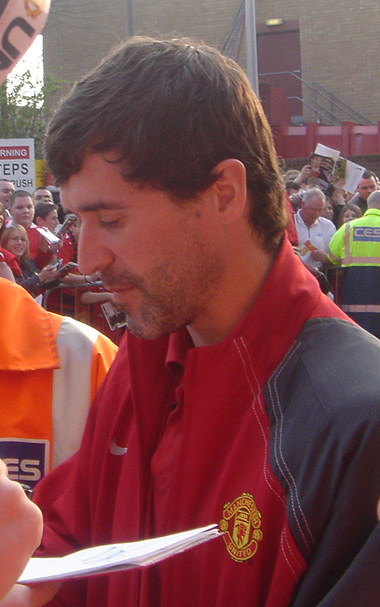
ロイ・キーン（2007年）

サイパン事件（サイパンじけん、英: The Saipan Incident）は、2002年5月にサイパン島で、2002 FIFAワールドカップに備えた事前合宿を行ったサッカーアイルランド代表チームにおいて発生した内紛劇である。この事件の結果、代表チームの主将であったロイ・キーンは代表チームから外されて帰国することになった。

## 経緯

### 背景
当時、アイルランド代表チームの監督を務めていたのはミック・マッカーシーであった。しかしマッカーシーとキーンは生来、反りが合わなかった。また1992年夏の代表チームのアメリカ遠征では、泥酔してホテルに戻らなかったキーンを当時主将であったマッカーシーが連れ戻すといった事件も起こっている。

### ナイアル・クインのテスティモニアル・マッチ
5月14日、当時サンダーランドAFCの選手であったナイアル・クインのテスティモニアル・マッチとして「サンダーランド対アイルランド代表」が開催されることになっていた。しかしキーンは故障を理由にこれを直前で辞退した。代表チームやナイアル・クインはこのことを問題視しなかったが、当日キーンが妻とともに映画を見てショッピングをしている様子がマスコミで報道され、マスコミはキーン批判を展開した。

### サイパン到着
アイルランド代表チームはこの年の6月に日本と韓国で開催された2002 FIFAワールドカップへの出場を決めており、サイパン島で事前合宿をすることとなった。しかしサイパンは気温35度とサッカーの練習をするには暑すぎた上、グラウンドの状態は劣悪であり、しかも練習用のボールなどが選手に遅れて到着するなど、運営側の姿勢が問われる状況であった。キーンは前述のマスコミによる批判に加えてこうした状況にも苛立ちを隠さなかった。

### パッキー・ボナーとの衝突
5月21日、ゴールキーパーコーチのパッキー・ボナーが3人のゴールキーパー（シェイ・ギヴン、ディーン・カイリー、アラン・ケリー）をフィールドプレイヤーより先に練習から帰した（ゴールキーパーはフィールドプレイヤーより1時間半早く練習を開始していた為）ことで、キーンと言い争いになり、キーンはマッカーシーに帰国を願い出た。
しかしこの後、キーンはアレックス・ファーガソンの説得により、帰国を思いとどまった。実はこの時、既にキーンの名前で飛行機のチケットは押さえられていた。またマッカーシーは実際にキーンが離脱した時に備えてコリン・ヒーリーに連絡を取り、ヒーリー用のユニフォームの製作を手配していた。なお、ジェイソン・マカティーアの回顧するところでは、この時スティーヴ・ストーントン（後の代表監督で、キーン離脱後は主将を務めた）は対策を話し合う為にナイアル・クインの部屋に向かったとのことである。

### 破局
5月23日、キーンはアイリッシュ・タイムズ紙とのインタビューにおいて、代表チームの現状を批判した。具体的には、マンチェスター・ユナイテッドと比較するとアイルランド代表チームの運営や姿勢はなっていないというもので、このインタビュー内容がインターネットで配信されるとマッカーシーをはじめとする代表チームの目にも触れるところとなり、代表チームは激震に見舞われた。
マッカーシーは夕食後に全選手とスタッフを招集してミーティングを行い、キーンの真意を問いただした。しかしキーンはこのミーティングで激昂してしまい、マッカーシーに罵声を浴びせた。
マッカーシーはキーンを代表チームから外すことを決め、帰国を指示した。またマッカーシーはナイアル・クイン、スティーヴ・ストーントン、アラン・ケリーらとともに記者会見を開き、キーンの離脱を発表した。

### キーンの帰国
翌日、キーンはサイパンから成田、ヒースロー経由でマンチェスターへと戻っていった。メディアの大半はキーンをバッシングした。チームはキーン離脱に伴い追加選手が許されるかFIFAに問い合わせたが、期日を過ぎていたため許可されず、他国より1人少ない22人で大会に臨んだ。それでもマッカーシー率いるアイルランド代表チームはベスト16進出を果たして喝采を浴びたが、続くEURO2004予選の敗退の責任を取ってマッカーシーは監督を辞任した。キーンはマッカーシー辞任後、ブライアン・ケアー監督の求めに応じて代表に復帰したが、2006年ワールドカップ本大会出場を逃した段階で代表を引退した。

## その後

### マカティーアとキーンの乱闘劇
2002-2003シーズン、キーン所属のマンチェスター・ユナイテッドがクインやマカティーア所属のサンダーランドAFCのスタジアム・オブ・ライトで対戦した際、キーンとマカティーアはファウルを巡って言い争いになり、マカティーアがキーンの自伝を揶揄するような仕草を見せた為、キーンはマカティーアに報復のタックルを敢行。キーンは一発で退場となった。この時、クインもピッチ上に居り、引き上げていくキーンに握手を求めたが、アレックス・ファーガソンが両者の間に割って入った為、両者の和解はならなかった。
クインの自伝によると、クインはこの試合の数日前に自らの代理人であり、同時にキーンの代理人でもあるマイケル・ケネディと話し合い、試合後にキーンと会談を持ってサイパン事件の和解を図る計画を立てていたが、この乱闘劇によってこの会談も消滅した。

### サンダーランドAFCを巡る人間模様
マッカーシーはアイルランド代表チーム監督辞任後、サンダーランドAFC監督となり、クラブのプレミアシップ昇格を果たしたが、翌シーズンのプレミアシップではほとんど勝ち点を取れずにチャンピオンシップに降格となり、2006年夏に監督を辞任した。
キーンは2005年にセルティックに移籍して1シーズンを過ごし、2006年3月に現役を引退。この年の8月、ナイアル・クインを代表とする共同事業体に買収されたサンダーランドAFCの監督にマッカーシーの後任として就任。チャンピオンシップ優勝を果たし、プレミアシップ昇格を果たした。また翌シーズンもプレミアシップ残留を実現している。一方のマッカーシーはサンダーランドAFC監督辞任後、ウルヴァーハンプトン・ワンダラーズ監督に就任。2シーズンともチャンピオンシップ上位の成績を収めている。

### 和解
キーンとマッカーシーは2006年11月のチャンピオンシップでのウルヴスとサンダーランドの直接対決を機に和解成立を発表。試合では開始前と開始後に友好的に握手を交わしてみせた。マッカーシーは試合後の談話として、自分とキーンは単に勝負に妥協しない性格だっただけだと語った。またキーンはメディアが必要以上に対立を煽っただけであると指摘し、試合後にはマッカーシーと杯を交わす約束があるとコメントした。
その後、サンダーランドとウルヴスの間ではスティーヴン・エリオットなど何件かの選手移籍が成立した。これはキーンもマッカーシーもアイルランド系の選手を獲得することが比較的多い為である。

## ミュージカル化
この事件をもとに、時代を古代ローマに移したコメディミュージカル「アイ、キーノ(I, Keano)」が制作され、2005年に公開された。
このミュージカルではマッカーシーはローマの将軍マカルタクス(Macartacus)、キーンは軍団最強の戦士キーノとなり、戦場に送り込まれる軍団の訓練場の土が固かったことを巡って論争が巻き起こるという筋書きとなっている。
このミュージカルは最初の2年間で1000万ユーロを売り上げ、アイルランド演劇史上最も商業的に成功した作品の一つとなった。

## その他
選手としての名声や獲得タイトルの点でマッカーシーはキーンに遠く及ばないが、1990年にはアイルランド代表チーム主将としてベスト8進出、2002年には監督としてベスト16進出を果たすなど、世界選手権における実績ではキーンを大きく上回っている。
なお、両者ともセルティック所属歴を持つ。

## 注
1. ↑  本事件をテーマにしたノンフィクションを執筆したポール・ハワードは、その著書の中で、同じくアイルランド代表チームのメンバーであったロビー・キーンやジェイソン・マカティーアらの証言を引きながら、マッカーシーは勤勉な優等生タイプで誰に対しても友好的に接するタイプであり、キーンは気むずかしく友人が少ないタイプであるとしている。(Howard2002, pp9-20)
2. ↑  功労選手の為に行われるエキシビジョン・マッチで、収益は一義的には当該の功労選手に手渡される。ただしクインやキーンはその収益の大半を慈善事業に寄付している。
3. ↑  Howard, pp116-119
4. ↑  マッカーシーとしては、このサイパン合宿をレギュラーシーズン終了後のバカンスと位置づけており、練習よりはリフレッシュと暑さ対策、時差ボケ解消を主眼としていたとされる。Howard, pp121-124
5. ↑  Howard, p127
6. ↑  Keane v McCarthy: blow-by-blow
7. ↑  Howard, p126
8. ↑  Keane says he will quit Ireland after World Cup
9. ↑  Howard, pp129-135
10. ↑  FAI statement on Keane sacking
11. ↑  Quinn, p359. Keane, ppⅶ-ⅹ
12. ↑  なお、登録選手の入れ替えが効かなかったため、登録上はキーンが本大会メンバーに残っている
13. ↑  Quinn, pp404-405
14. ↑  Wolves 1-1 Sunderland
15. ↑  I, Keano still has fans in raptures